# Ivan Martinov Vitačić
Ivan Vitačić (16. stoljeće, hrvatski graditelj).
Graditelj porijeklom s Korčule. Živio je u Splitu.  Od 1529. do 1535. s Dujmom Rudičićem radi na pregradnji zadarske benediktinske crkve sv. Marije. Gradnji su preuzeli od klesara Nikole Španića i graditelja Martina Filipovića. Pripisuje im se gradnja jugozapadnog bočnog zida crkve s portalom.